# Trimioarcus musamator
Trimioarcus musamator är en skalbaggsart som beskrevs av Chandler 1992. Trimioarcus musamator ingår i släktet Trimioarcus och familjen kortvingar. Inga underarter finns listade i Catalogue of Life.